# سندی شو
سَندی شو (به انگلیسی: Sandie Shaw) (زاده ۲۶ فوریه ۱۹۴۷) خوانندهٔ انگلیسی است.
او در سال ۱۹۶۷ با ترانهٔ «عروسکی وصل به یک ریسمان» در مسابقه یوروویژن شرکت کرد و برندهٔ آن دور از رقابت‌ها شد.